# ヒジュラー

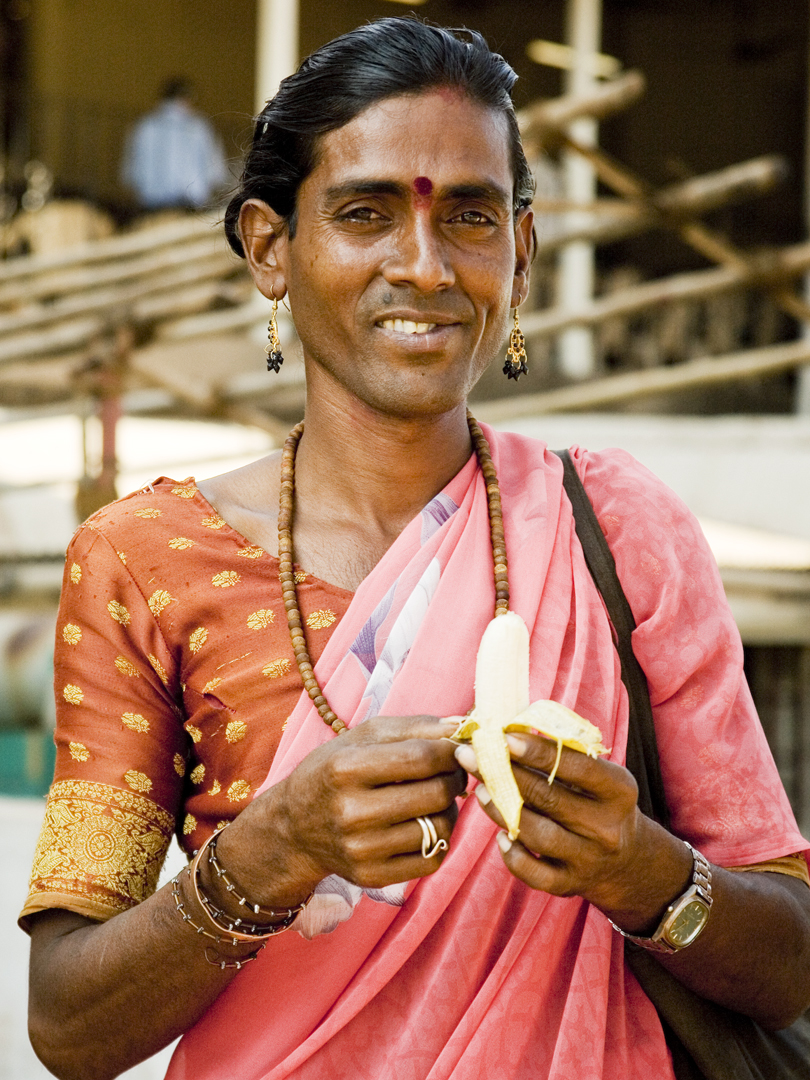
インドのヒジュラー

ヒジュラー（ヒンディー語：हिजड़ा Hijḍā [hidʒɽa:]）とは、インド、パキスタン、バングラデシュなど南アジアにおける、男性でも女性でもない第三の性（性別）である。ヒジュラ、ヒジュダとも呼ばれ、ヒンディー語・ウルドゥー語で「半陰陽、両性具有者」を意味する。
ヒジュラーは通常女装しており、女性のように振舞っているが、肉体的には男性、もしくは半陰陽のいずれかであることが大部分である。宦官として言及されることもあるが、男性が去勢している例は必ずしも多くない。
歴史的には、古くはヴェーダにも登場し、ヒンドゥー教の歴史にもイスラームの宮廷にも認められる。その総数はインドだけでも5万人とも500万人とも言われるが、実数は不明である。2014年4月、ヒジュラーはインド政府によって第三の性として公認された。
アウトカーストな存在であり、聖者としてヒンドゥー教の寺院で宗教的な儀礼に携わったり、一般人の家庭での新生児の誕生や結婚の祝福のために招かれ、踊りや歌を披露する一方、カルカッタ（コルカタ）やニューデリーなどの大都会では、物乞いや男娼として売春を生活の糧にし、不浄のものと軽蔑されている例もある。一部ではあるが2016年頃から、壁に絵を描くウォールアートで生活するものもいる。

## 用語
ヒンディー語のヒジュラー（hijraの他hijira, hijda, hijada, hijara, hijrahともローマ字転写される）は以前はkinnarと呼ばれており、一部では彼ら自身のフォーマルな自称である。ヒンディー語でのより品のない俗語での呼び方ではchhakkaがある。
インド亜大陸中で同様の集団に対する多様な呼び名があり、それらは地域的な文化の違いから別々のアイデンティティを持つこともある。タミル・ナードゥ州ではaravanni, aravani, またはaruvaniと呼ばれ、パキスタンとインド両方で話されるウルドゥー語ではkhusraが使われる。その他jankhaという呼び方もある。
また、学問領域における「ヒジュラー hijra」という語は便宜上のものであり、19世紀後半から1980年代にかけては、前述のヒジュダ hijdaの他、ヒジャダ hijda、パワヤ pavayaなどの語が同様に用いられていた。なお、文化人類学者の国弘暁子によれば、英語におけるこの表記の定着は、マハーラーシュトラ州におけるヒジュラーの研究を行ったアメリカ人の人類学者、セレナ・ナンダが"Neither Man Nor Woman: The Hijras of India"（邦題：『ヒジュラ　男でも女でもなく』）を1990年代に発表したことが契機だったようである。
南インドでは性別を変える力があるといわれるw:Yellamma女神が信仰される。女装した男性信者をJogappaという。彼らの振舞いはヒジュラーに類似しており、誕生日の祝福や結婚式で踊ったり歌ったりする。
コティ（kothi または koti）という語はインド中で共通しているがヒジュラーとは区別されており、男性同士での性行為で女性的な役割をする男／少年を指し、彼らは大抵ヒジュラーたちとはインテンショナル・コミュニティーを違える。この様な人々はdurani （コルカタ）、menaka（コーチン）、 meti（ネパール）、zenana（パキスタン）とも呼ばれる。
これらの語は全て英語で"eunuch"（宦官）と呼ぶよりは相応である。

## 性とジェンダー
現代の西洋のジェンダーや性指向の分類におさまりきらない集団であり、実際先天性半陰陽の者もいると言われているが、ほとんどは青年期以降に自らの意思でヒジュラの集団に加入し、そこで完全去勢を行った男性である。彼らは女性とも男性ともみなされず第3の性として扱われる。英語を話し西洋文化に影響された者は自らをトランスジェンダーや性転換して女性になったと自認することがある。
殆どが性別適合手術は受けず、「真の」ヒジュラーとなるために去勢を受けることがある。
性行為で女性的な役割をする男性はコティと呼ばれヒジュラーとは区別される。コティは女性として振舞い、女物の服を着て、女言葉を話す。
ヒジュラーの中には男性と関係を持ち、結婚にまで至る者もいるが、通常は法律や宗教により認められない。
性的または精神的に男性のパートナー（例えばバングラデシュではpanthi、デリーではgiriya、コーチンではsridhar）を持つ点で共通する。西洋の受動的な男性同性愛者と性的アイデンティティーが重なるが、ストーンウォールの反乱以前の女性的なジェンダーのアイデンティティーを持った"queens"により近いと考えられる。

## ヒジュラーとなる過程
ヒジュラーになる人物は導師たるリーダーグルと弟子たるチェーラの間の関係に特徴づけられる「ヒジュラーの家族」となる過程を通して次第に女性的になっていく。グルはチェーラに自身の姓を与え、自分の娘の様に扱い、構成員はお互いを女性名で呼び合う。チェーラはグルへ自分の収入を施し、通常は3人から15人ほどでひとつの家庭のように生活している。
ヒジュラーとなる過程の最終段階は完全去勢を含む宗教儀式である。ヒジュラーの去勢手術はニルヴァン（転生）と呼ばれ、ヒジュラーの仲間の手により、麻酔、止血、縫合など一切なく、ナイフにより陰茎・睾丸を切除するという原始的な方法で行われる。しかし最近では、病院で医師の手により全除精術を受ける場合もあるという。全てのヒジュラーが去勢するとは限らず、去勢を受ける割合は知られていない。
近年では造膣手術が可能となったがヒジュラーではそのようなケースは珍しい。

## その他
インドの鉄道の女性車両に乗車できる。